# ريتشارد توماس (أستاذ جامعي)
ريتشارد توماس (بالإنجليزية: Richard Thomas)‏ هو رياضياتي بريطاني، ولد في القرن العشرين.